# Noctis Fossae
Noctis Fossae és una estructura geològica del tipus fossa a la superfície de Mart, situada amb el sistema de coordenades planetocèntriques a 0.35 ° de latitud N i 267.2 ° de longitud E. Fa 712.73 km de diàmetre. El nom va ser fet oficial per la UAI l'any 1985 i pren el nom d'una característica d'albedo localitzada a 10 ° de latitud S i 96 ° de longitud O.